# San Vigilio (Marebbe)
San Vigilio (St. Vigil o St. Vigil in Enneberg in tedesco, Al Plan de Mareo in ladino, talora indicato come San Vigilio di Marebbe) è una frazione del comune italiano di Marebbe in Alto Adige, di cui ospita anche la sede municipale.
Situata nella Valle di Marebbe, laterale della Val Badia, fa parte della Ladinia. Importante stazione sciistica, è collegata con Valdaora e San Lorenzo di Sebato (Brunico) attraverso il passo Furcia e la Val Pusteria.
Prende il nome da Vigilio di Trento, vescovo e venerato come martire e santo dalla Chiesa cattolica.

## Geografia fisica
Il paese sorge a 1 285 metri s.l.m. in un'ampia conca della val di Marebbe, dominata sulla destra dal Plan de Corones (2 275 m s.l.m.), dal Pizzo delle Pietre (in ladino Piz da Peres, 2 507 m s.l.m.) e dal Paraccia (2 438 m s.l.m.). Sul versante opposto della valle il paese è sovrastato dal monte Pares (in ladino Sas de Crosta, 2 396 m s.l.m.) e dal boscoso Piz de Plaies (1 700 m s.l.m.), comodamente raggiungibile con una cabinovia che sale al Giogo (in ladino Ju, 1 620 m s.l.m.), poco distante dalla cima, da dove la vista spazia sulla Val Badia.
San Vigilio ospita il centro visite del Parco naturale Fanes - Sennes - Braies dove i visitatori possono ricevere informazioni sul parco (ambiente, geologia, paleontologia, attività umane).

## Monumenti e luoghi d'interesse

### Architetture religiose
- Chiesa di San Vigilio, imponente chiesa parrocchiale di origine gotica che è stata ricostruita in stile rococò tra il 1781 e il 1782 su progetto dell'architetto tedesco Franz Singer di Götzens e conserva all'interno affreschi di Matthäus Günther; dell'originaria struttura gotica rimane il campanile, risalente al 1512.[1]

A San Vigilio è dedicata anche il busto metallico che lo raffigura, realizzato nel 1991 dallo scultore Franz Kehrer.

### Architetture civili e monumenti
Nei pressi della chiesa si trova il monumento a Caterina Lanz, una perpetua del paese, che secondo una leggenda ottocentesca, all'epoca delle guerre napoleoniche (1797) avrebbe tenuto testa a un drappello di soldati francesi, armata solo di una forca da fieno.

## Sport

### Escursionismo
Il tratto superiore della valle di Marebbe, che prende il nome di Val di Rudo, è percorso da una comoda strada carrozzabile di circa 12 km, in origine strada militare, che porta all'ampio piazzale dove sorge il rifugio Pederù (1 540 m s.l.m.) Da qui due strade sterrate (il transito è consentito solo a mezzi fuoristrada autorizzati) risalgono i ripidi versanti della valle e raggiungono i rifugi degli altopiani di Fanes (2 060 m s.l.m.) e Sennes (2 126 m s.l.m.), nel cuore del Parco naturale Fanes, Sennes, Braies (ciascun itinerario richiede circa due ore a piedi dal rifugio Pederù).
Altri percorsi portano alle vette dei monti che circondano la conca di San Vigilio; è anche possibile raggiungere, in circa sei ore di cammino, il lago di Braies, attraverso la Val Fojedöra e la Val Foresta. Numerose sono anche le possibilità di escursioni per gli appassionati di mountain bike.
Esistono anche percorsi alpinistici più impegnativi, tra i quali la cosiddetta “Via della Pace”, un lungo sentiero (circa sei ore di percorrenza e circa 1 000 m di dislivello) con alcuni tratti di ferrata che partendo dall'Alpe di Fanes Grande e seguendo i tracciati aperti dai soldati austro-ungarici durante la prima guerra mondiale raggiunge una delle cime della Furcia Rossa; lungo il percorso sono visibili postazioni di guerra austriache e italiane.

### Sci
Sul versante sud del Plan de Corones (2 275 m s.l.m.) si trova la stazione sciistica che fa parte del comprensorio che prende il nome della montagna e a sua volta incluso nel Dolomiti Superski. Tocca anche i comuni di Brunico (versante nord) e Valdaora (versante est). A San Vigilio sorgono 12 dei 32 impianti di risalita del comprensorio, che complessivamente conta su 119 km di piste e 200 cannoni sparaneve. A partire dal 1998 la località ha ospitato diverse competizioni di sci alpino, inizialmente gare di Coppa Europa di sci alpino e FIS, poi dal 2017 anche di Coppa del Mondo femminile, con la disputa di un gigante sulla pista Erta, il cui arrivo si trova a ridosso del centro abitato.
Nella località si praticano anche snowboard e sci nordico. La pista da sci di fondo è lunga 23 km e copre un dislivello massimo di 347 m; si articola su 6 anelli, con partenza dal centro abitato, e attraversa il parco naturale Fanes - Sennes - Braies.

### Corsa in montagna
Nel 1985 San Vigilio di Marebbe ha ospitato i primi Campionati del mondo di corsa in montagna. Tra gli uomini si impose l'italiano Alfonso Vallicella mentre tra le donne la tedesca occidentale Olivia Grüner.

## Galleria d'immagini

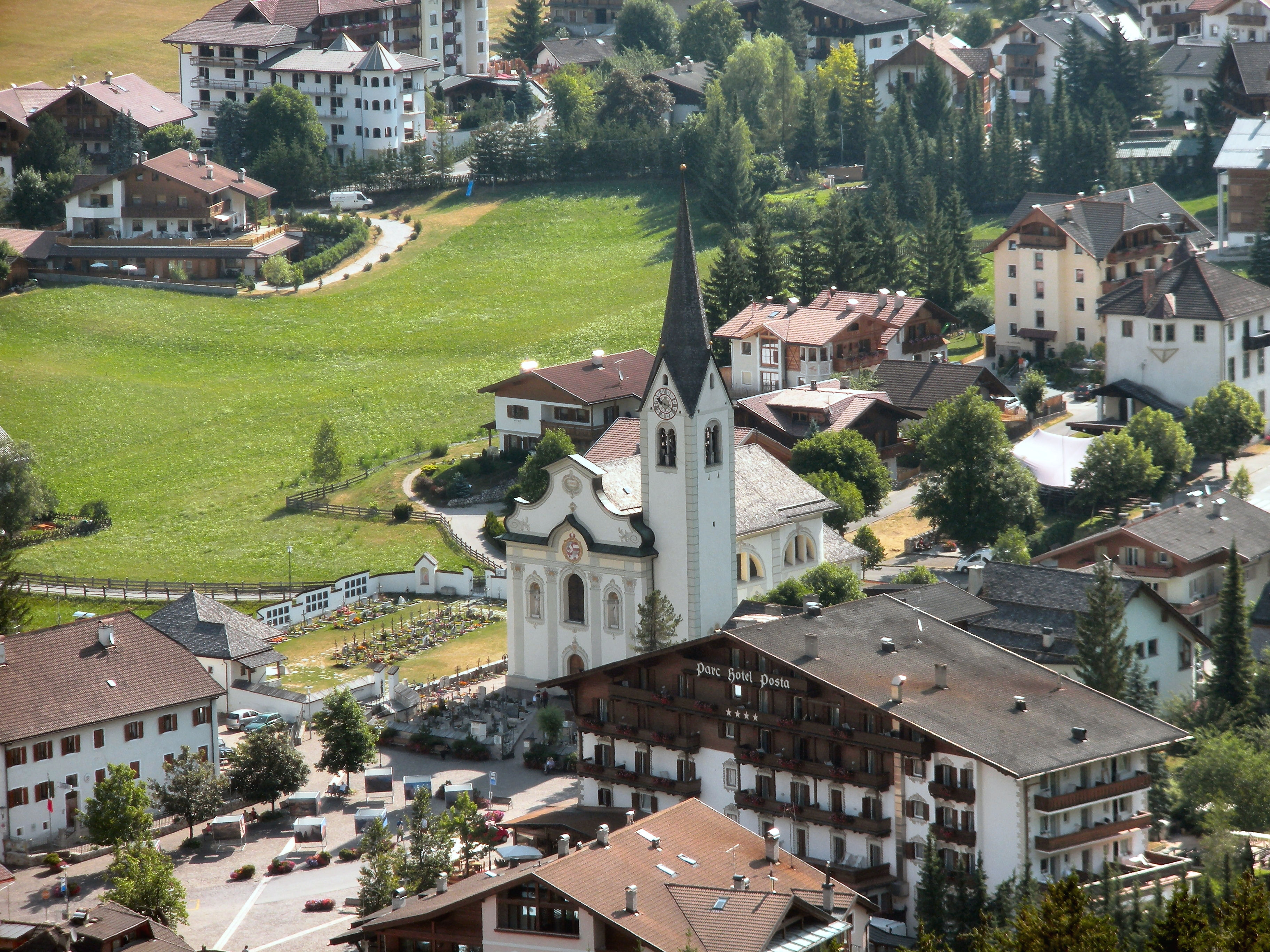
Il centro del paese
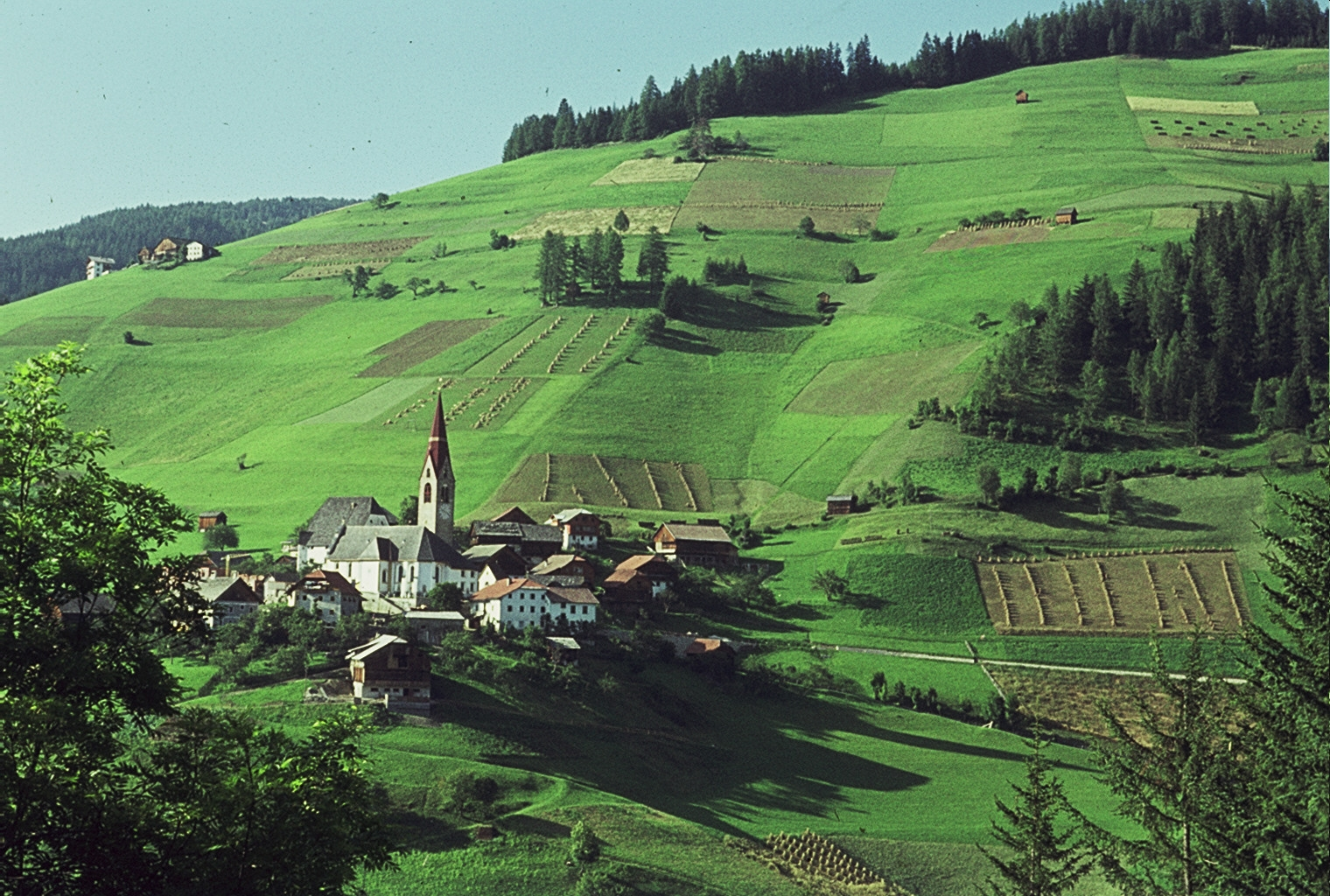
Frazione Pieve di Marebbe negli anni sessanta
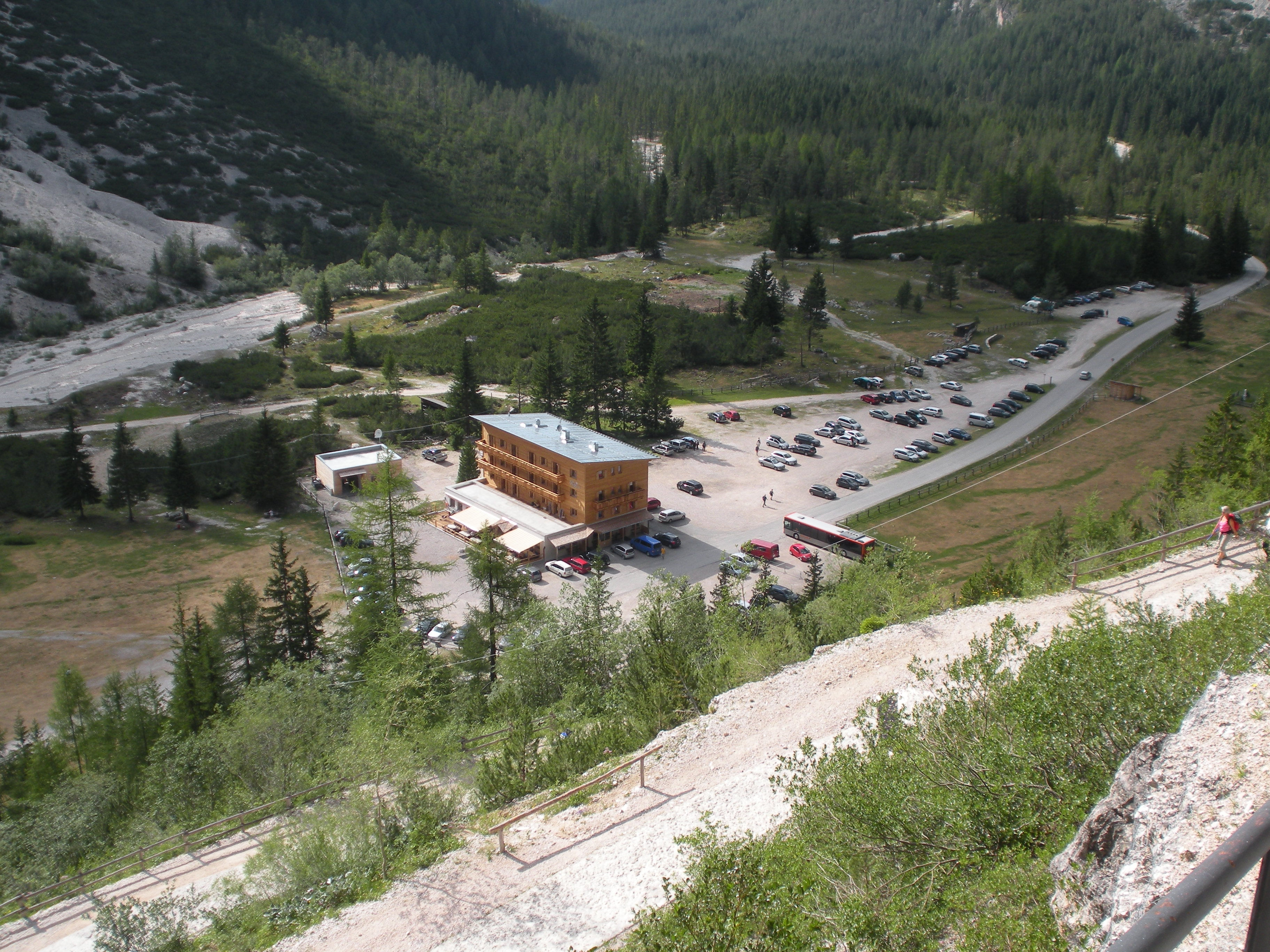
Rifugio Pederü
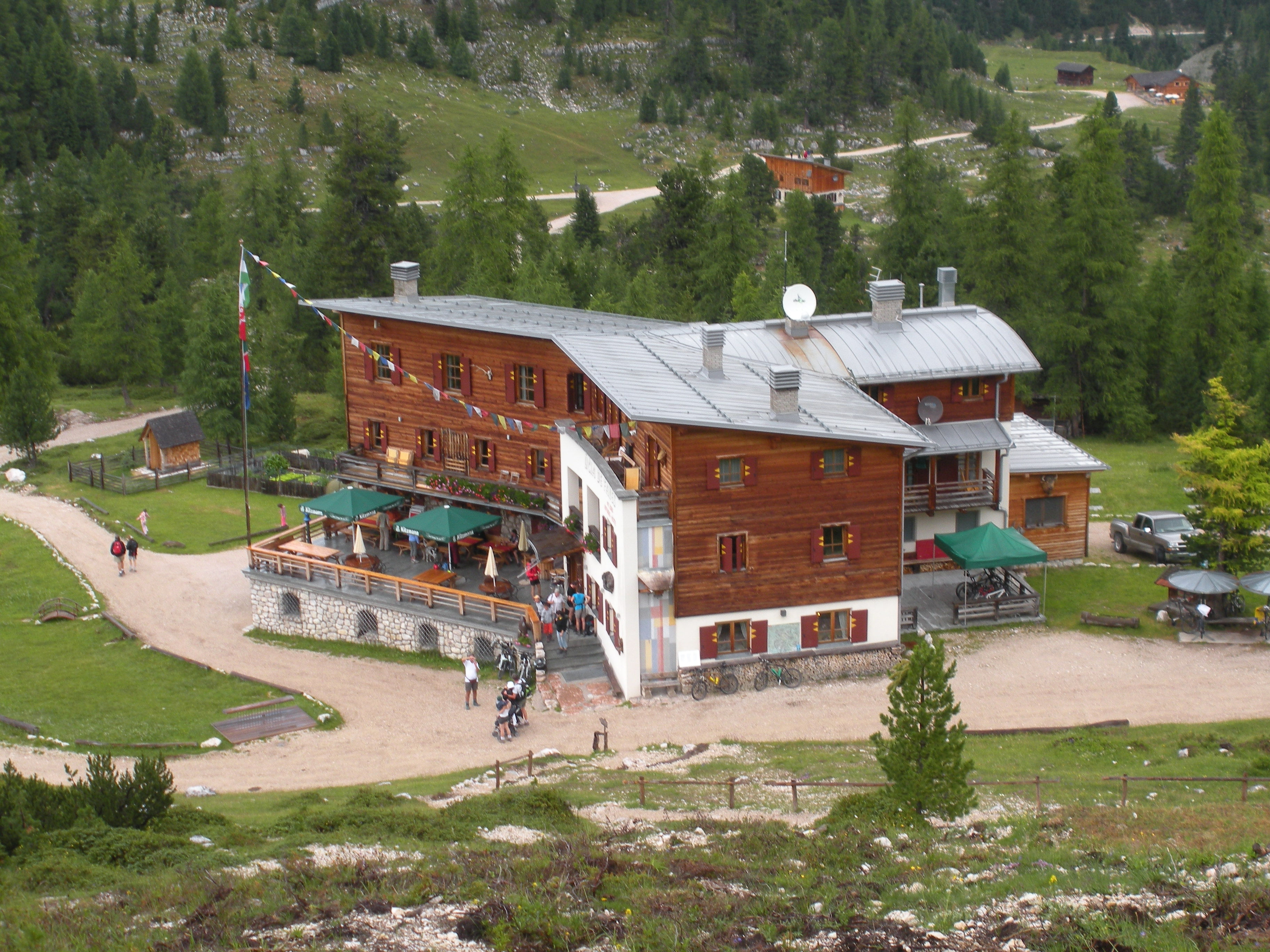
Rifugio Fanes